# Wahrhafte Geschichte der Eroberung von Neuspanien
Die Wahrhafte Geschichte der Eroberung von Neuspanien (spanischer Originaltitel: Historia verdadera de la conquista de la Nueva España) ist ein schriftlicher Augenzeugenbericht über die spanische Eroberung Mexikos 1519–1521 von Bernal Díaz del Castillo.

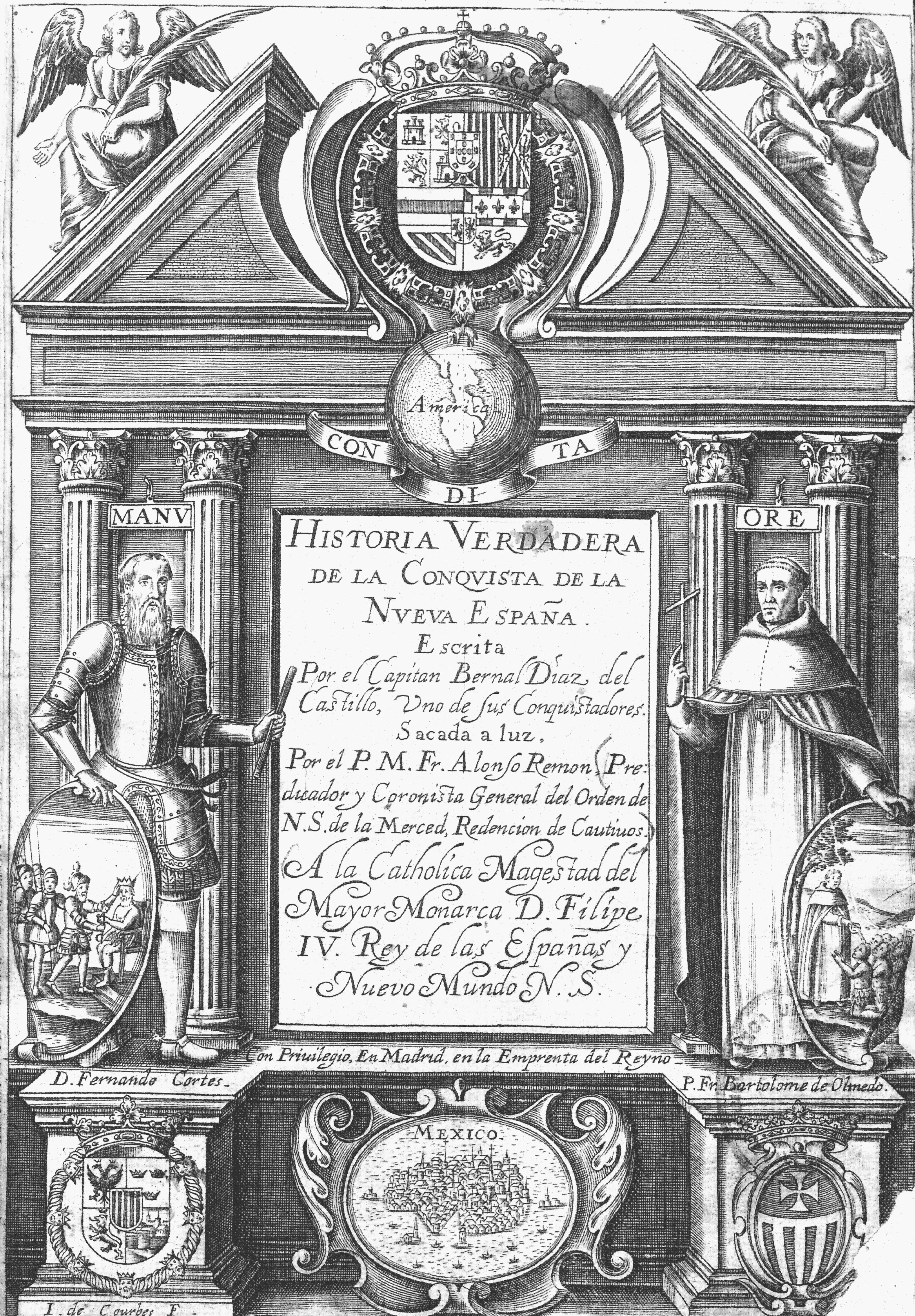
Historia verdadera de la conquista de la Nueva España

## Redaktionsgeschichte
Erste Hinweise darauf, dass Díaz del Castillo an dem Werk arbeitet, gibt es Mitte der 1550er Jahre. Im Jahr 1568 schließt Bernal Díaz nach eigenen Angaben die Arbeit an seinem Werk ab, also mehr als 40 Jahre nach Abschluss der Eroberung. 1575 wird das Werk nach Spanien übersandt, jedoch erst 1632 – lange nach dem Tod des Autors – veröffentlicht.

## Inhalt
Obwohl er das Werk in großer zeitlicher Distanz zu den erzählten Ereignissen verfasst, gelingt es Bernal Díaz del Castillo, die Eroberung Méxikos lebendig vor den Augen der Leser entstehen zu lassen. Dazu bedient er sich eines einfachen, direkten und effektiven Erzählstiles. Díaz del Castillo hebt die Bedeutung des „einfachen Soldaten“ – als den er sich selbst sieht – innerhalb der Eroberung hervor. Explizit wendet er sich dabei gegen ein Geschichtswerk von Francisco López de Gómara (Die Eroberung von Mexiko), das seiner Meinung nach zu einseitig die Verdienste von Hernán Cortés betonte.

## Bedeutung
Als einziger Augenzeugenbericht neben den Briefen an Karl den V. von Hernán Cortés ist das Werk von Bernal Díaz del Castillo die Hauptquelle zur Eroberung Mexikos. Bernal Díaz del Castillo berichtet vielfach detaillierter über einzelne Aspekte der Konquista, etwa über die einheimische Übersetzerin Malinche.
Obwohl Díaz del Castillo die Eroberung als Beteiligter ja fast gutheißen muss, ist besonders die mehr oder weniger objektive Betrachtung überraschend: Díaz del Castillo kritisiert neben manchen Gebräuchen der Indianer (Menschenopfer etc.) auch seine spanischen Landsleute für ihre bisweilen sehr brutalen Methoden der Züchtigung und Hinrichtung aufständischer Indigener. Einzig die Darstellung des Hernán Cortés ist stark ins Positive gekehrt: Cortés kommt in del Castillos Werk deutlich besser weg, als es historisch belegt ist. Der Generalkapitän wird durchgehend als tapferer, edler und treuer Diener der spanischen Krone dargestellt, der nur das Beste für die Indianer im Sinn hat.